# ジュブナイル (曲)
「ジュブナイル」は、GRAPEVINEの22枚目のシングルである。2008年3月5日発売。

## 解説
- 前作から約5か月振りのリリース。2008年第1弾シングル。

## 収録曲
1. ジュブナイル(作詞:田中和将/作曲:亀井亨)
2. 報道(作詞:/作曲:田中和将)
田中の楽曲がカップリングとして収録されるのは「It was raining」以来4年半振りとなる。
3. 冥王星(作詞:田中和将/作曲:GRAPEVINE)
『真昼のストレンジランド』のツアーでは多くの会場で演奏されており、公式サイトの方にも「このツアーの激推し曲」と紹介されている[1]。